# 克马德克群岛
克马德克群岛，另譯克馬得群島，位于新西兰北面，属新西兰，南太平洋一群小火山岛组成，面积约33.6 km2（13.0 sq mi）。
距奥克兰东北约900公里，由拉乌尔岛、麦考利岛、柯蒂斯岛诸岛及埃斯佩朗斯岩礁组成。其中拉乌尔岛最大，面积29.3平方公里。
群岛地处克马德克海沟西缘，常有地震；因与外界十分隔绝，不利于常年居住。

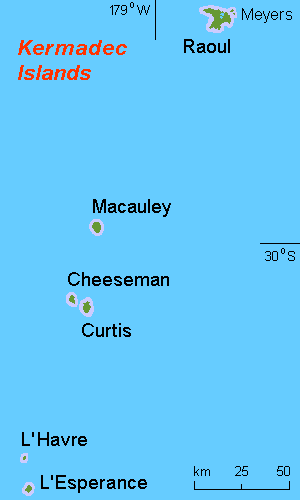
克馬得群島的地圖

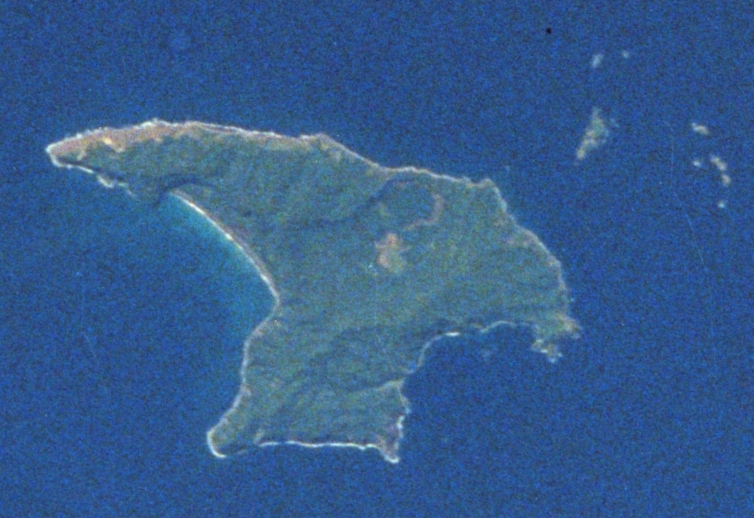
拉烏爾島的空照圖